# Fulciniella verticalis
Fulciniella verticalis är en bönsyrseart som beskrevs av Max Beier 1965. Fulciniella verticalis ingår i släktet Fulciniella och familjen Iridopterygidae. Inga underarter finns listade i Catalogue of Life.